# Шантану
Шанта́ну (санскр. शंतनु «благотворный») — правитель царства Куру в Хастинапуре, о котором говорится в древнеиндийском эпосе «Махабхарата» и в Пуранах. Своё имя получил за способность излечивать наложением рук. Шантану был потомком Бхаратов из Лунной династии и предком Пандавов и Кауравов. Шантану также упоминается в «Ригведе» («Просьба Девапи о дожде», X 98.1,3,7).
Он был младшим сыном царя Хастинапуры Пратипы, который на момент рождения сына был уже в очень преклонном возрасте. Самый старший брат Шантану, Девапи, страдал от проказы, поэтому, несмотря на желание царя, брахманы отказались помазать Девапи на царство, и праведный принц удалился в лес, где вёл жизнь отшельника. Второй по старшинству сын Пратипы, Бахлика посвятил свою жизнь завоеванию территорий в регионе Балх, ранее принадлежавших ариям, и стал там царём. Когда престарелый Пратипа удалился в лес, царём Хастинапуры стал Шантану.

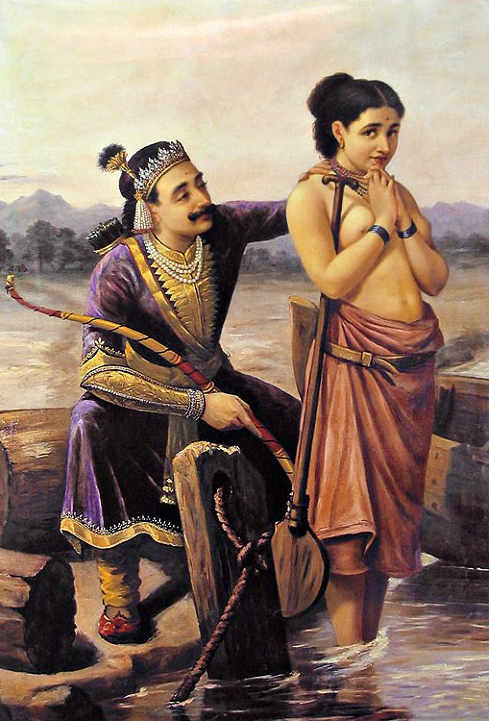
Шантану и Сатьявати
Картина Раджи Рави Вармы.

Однажды Шантану встретил на берегах Ганги прекрасную женщину (которая была самой богиней Гангой) и попросил её руки. Ганга согласилась стать женой Шантану только с одним условием: что бы она ни делала, Шантану не должен был задавать вопросов о причине её действий. В случае если Шантану нарушит свой обет, Ганга пообещала покинуть его. Шантану согласился с поставленными условиями и женился на ней. Вскоре Ганга родила их первого сына и не объясняя причин, утопила младенца. История повторилась с последующими шестью детьми. Когда наступила очередь восьмого младенца, Шантану не смог сдержаться и спросил Гангу, зачем она убивала их детей. Ганга покинула Шантану, но оставила восьмого ребёнка в живых. Младенец получил имя Деваврата и позднее стал известен под именем Бхишмы. Оказывается, восемь божеств Васу были прокляты мудрецом Васиштхой: им суждено было родиться на земле от брака Ганги и Шантану. По условию Ганга должна была бросать новорождённых в воду, чтобы для них наступило искупление. А наиболее провинившийся из восьмерых богов — Дьяус — должен был провести на земле долгую жизнь, родившись как Деваврата. Когда Бхишма уже подрос и превратился в прекрасного и сильного царевича, Шантану, переправляясь через реку Ямуну, привлечённый прекрасным ароматом, встретил и влюбился в Сатьявати — приёмную дочь рыбака по имени Дасараджа. Дасараджа согласился выдать свою дочь замуж за Шантану только при условии, что рождённый Сатьявати сын унаследует престол. Шантану не мог дать подобного обещания, так как это было бы несправедливо по отношению к Деваврате. Деваврата, однако, пришёл на выручку своему отцу и пообещал отказаться от всех притязаний на трон в пользу детей Сатьявати. Чтобы ещё сильнее убедить недоверчивого Дасараджу, Деваврата пообещал до конца жизни быть брахмачари, то есть дал обет пожизненного целибата. За такой суровый обет его прозвали Бхишма. Таким образом, у Бхишмы не могло быть притязающих на престол потомков.
У Шантану и Сатьявати родилось двое сыновей: Читрангада и Вичитравирья. После смерти Шантану Сатьявати вместе со своими сыновьями и с помощью Бхишмы стала управлять царством.